# Деметрий III Аникет
Деметрий III Аникет (на старогръцки: Δημήτριος Γ΄ ὁ Ἀνίκητος; на латински: Demetrius III Aniketos; fl.  100 пр.н.е.) е цар на Индо-гръцкото царство в Гандхара и Пенджаб. Той управлява през 100 или 70 пр.н.е.
За него няма сведения. От него съществува една монета, на която е определен като цар:
BASILEOS ANIKETOU DEMETRIOU и MAHARAJASA APARAJITASA DIMETRIA.